# 무단 (시인)
무단(중국어: 穆旦, 병음: Mù Dàn, 한자음: 목단, 1918년 4월 5일 ~ 1977년 2월 26일)은 중화인민공화국의 시인, 번역문학가, 영문학자이다.

## 생애

### 이름
본명은 자량정(중국어 간체자: 查良铮, 정체자: 查良錚, 병음: Zhā Liángzhèng, 한자음: 사량쟁)이고 무단(穆旦)은 필명(筆名)이다.

### 이력
그는 홍콩의 무협 소설가이자 언론인인 진융(金庸)의 친형이기도 하다. 중화민국 허베이 성 톈진(지금의 중화인민공화국 톈진)에서 출생하였으며 지난날 한때 중화민국 저장성 항저우에서 잠시 유아기를 보낸 적이 있고 그 후 중화민국 저장성(지금의 중화인민공화국 저장성) 자징 부 하이닝 현에서 성장하였다.
1945년 시인으로 등단하였고 1947년 번역문학가로도 등단하였다.

### 사망
1977년 2월 26일, 중화인민공화국 톈진에서 향년 59세로 타계하였다.

## 학력
- 중화민국 허베이성 베이핑 칭화 대학교 영어영문학과 학사
- 중화민국 윈난성 쿤밍 시난 연합대학교 대학원 영어영문학과 문학석사
- 미국 일리노이주 시카고 대학교 대학원 영어영문학과 문학박사